# Teratotarsa superciliaris
Teratotarsa superciliaris is een keversoort uit de familie loopkevers (Carabidae). De wetenschappelijke naam van de soort is voor het eerst geldig gepubliceerd in 1926 door Péringuey.